# Surefire Music Group
Surefire Music Group – amerykańska wytwórnia muzyczna specjalizująca się w produkcji wszelkiego rodzaju widea. Do jej zadań należą także promocja młodych talentów.
Została założona w 2003 roku w Bostonie, w stanie Massachusetts. Jej siedziba znajdowała się w małym budynku na obrzeżach miasta. Grupa początkowo składała się z pięciu producentów muzycznych: Jared Hancock, Brendan Brady, Stephen Saxon, Sterling Brunsvold, i Brandon “OZ” Coleman. W 2005 r., w wyniku zwiększania się zainteresowania marką, postanowiono przenieść się do większego obiektu. Ten krok pozwolił wytwórni wspomagać nowe talenty. W tamtym czasie skład producencki powiększył się o pięciu autorów tekstów: Marcus “Amandi” Brown, Neil Letendre, Leroi DeAndrade, Makio i Shawn "S-Cal" Stewart. W 2011 r. zostali nominowani do nagrody BET Soultrain za pracę nad produkcją Angel & Chanelle, amerykańskiego trio Trin-i-tee 5:7. Rok później byli nominowani do Nagrody Grammy za ten sam album.

## Produkcja
- Uparta jak Brook
- My Super Sweet 16
- Red Dead Redemption
- Nickelodeon Halo Awards
- Next Day Air
- spoty reklamowe dla Dick's Sporting Goods
- MTV Real World